# Adinazolam
Adinazolam (comercializado sob a marca Deracyn) é um derivado da benzodiazepina e, mais especificamente, uma triazolobenzodiazepina (TBZD). Possui propriedades ansiolíticas, anticonvulsivantes, sedativas e antidepressivas. O adinazolam foi desenvolvido pelo Dr. Jackson B. Hester, que buscava aumentar as propriedades antidepressivas do alprazolam, que ele também desenvolveu. Adinazolam nunca foi aprovado pela FDA e nunca foi disponibilizado no mercado. No entanto, ele foi vendido como uma droga recreativa.

## Efeitos colaterais
A sobredosagem pode incluir fraqueza muscular, ataxia, disartria e, particularmente em crianças, excitação paradoxal. Reflexos diminuídos, confusão e coma podem ocorrer em casos mais graves.
Um estudo humano comparando os efeitos subjetivos e o potencial de abuso do adinazolam (30mg e 50mg) com diazepam, lorazepam e um placebo mostraram que o adinazolam causa a maior "sedação mental e física".

## Farmacodinâmica e farmacocinética
O adinazolam liga-se aos receptores de benzodiazepina do tipo periférico que interagem alostericamente com os receptores GABA como um agonista para produzir efeitos inibitórios. 

## Metabolismo
O adinazolam foi relatado como tendo metabólitos ativos na edição de agosto de 1984 do The Journal of Pharmacy and Pharmacology. O principal metabólito é o N-desmetiladinazolam. O NDMAD tem uma afinidade aproximadamente 25 vezes elevada para os receptores de benzodiazepínicos em comparação com o fármaco original, sendo responsável pelos efeitos semelhantes aos das benzodiazepinas após administração oral. Múltiplas N -desalquilações levam à remoção da cadeia lateral do dimetilaminometil, levando à diferença em sua potência. Os outros dois metabólitos são o alfa-hidroxialprazolam e o estazolam.